# Carrão
Carrão es un distrito ubicado en la zona sudeste de la ciudad de São Paulo, Brasil. Administrativamente pertenece a la subprefectura de Aricanduva. 

## Distritos limítrofes
- Tatuapé (noroeste)
- Penha (norte).
- Vila Matilde (este).
- Aricanduva (sureste).
- Vila Formosa (suroeste).